# Regla de Cramer
La regla de Cramer és un teorema, en àlgebra lineal, que dona la solució d'un sistema lineal d'equacions compatible determinat en termes de determinants. Rep aquest nom en honor de Gabriel Cramer, el qual va presentar aquest resultat en l'obra Introduction à l'analyse des lignes Courbes algebraiques (Introducció a l'anàlisi de les cobes algebraiques) publicat en 1750, encara que Colin Maclaurin ja l'havia publicat el 1748 (i possiblement ja el coneixia des del 1729)
.

## Regla de Cramer
Sigui {\displaystyle A{\vec {x}}={\vec {b}}} un sistema d'equacions lineals ({\displaystyle A} és la matriu de coeficients del sistema, de dimensió {\displaystyle n\times n}; {\displaystyle {\vec {x}}} és el vector columna de les incògnites; i {\displaystyle {\vec {b}}} és el vector columna dels termes independents):
{\displaystyle A={\begin{pmatrix}a_{11}&\cdots &a_{1n}\\\vdots &\ddots &\vdots \\a_{n1}&\cdots &a_{nn}\end{pmatrix}};{\vec {x}}={\begin{pmatrix}x_{1}\\x_{2}\\\vdots \\x_{n}\end{pmatrix}};{\vec {b}}={\begin{pmatrix}b_{1}\\b_{2}\\\vdots \\b_{n}\end{pmatrix}}}
Si {\displaystyle \det(A)\neq 0}, aleshores l'única solució del sistema és
{\displaystyle x_{j}={\det(A_{j}) \over \det(A)},\quad j=1,\dots ,n,}
on {\displaystyle A_{j}} és la matriu resultant de reemplaçar la j-èsima columna de la matriu A pel vector columna {\displaystyle {\vec {b}}}, és a dir:
{\displaystyle A_{j}={\begin{pmatrix}a_{11}&\cdots &a_{1,j-1}&b_{1}&a_{1,j+1}&\cdots &a_{1n}\\a_{21}&\ddots &&&&&\vdots \\\vdots &&\ddots &&&&\vdots \\\vdots &&&\ddots &&&\vdots \\\vdots &&&&\ddots &&\vdots \\\vdots &&&&&\ddots &a_{n-1n}\\a_{n1}&\cdots &a_{n,j-1}&b_{n}&a_{n,j+1}&\cdots &a_{nn}\end{pmatrix}}}

## Sistema 2x2
Donat el següent sistema d'equacions de dimensió 2x2
{\displaystyle {\begin{cases}ax+by={\color {red}e}\\cx+dy={\color {red}f}\end{cases}}}
La seva forma matricial és
{\displaystyle {\begin{pmatrix}a&b\\c&d\end{pmatrix}}{\begin{pmatrix}x\\y\end{pmatrix}}={\begin{pmatrix}{\color {red}e}\\{\color {red}f}\end{pmatrix}}}
La seva solució és, per la regla de Cramer,
{\displaystyle x={\frac {\begin{vmatrix}{\color {red}e}&b\\{\color {red}f}&d\end{vmatrix}}{\begin{vmatrix}a&b\\c&d\end{vmatrix}}}={{\color {red}e}d-b{\color {red}f} \over ad-bc}}
{\displaystyle y={\frac {\begin{vmatrix}a&{\color {red}e}\\c&{\color {red}f}\end{vmatrix}}{\begin{vmatrix}a&b\\c&d\end{vmatrix}}}={a{\color {red}f}-{\color {red}e}c \over ad-bc}}

## Sistema 3x3
Donat el següent sistema d'equcions de dimensión 3x3: 
{\displaystyle {\begin{cases}ax+by+cz={\color {red}j}\\dx+ey+fz={\color {red}k}\\gx+hy+iz={\color {red}l}\end{cases}}}
La seva forma matricial és
{\displaystyle {\begin{pmatrix}a&b&c\\d&e&f\\g&h&i\end{pmatrix}}{\begin{pmatrix}{x}\\{y}\\{z}\end{pmatrix}}={\begin{pmatrix}{\color {red}j}\\{\color {red}k}\\{\color {red}l}\end{pmatrix}}}
La seva solució és, per la regla de Cramer, 
{\displaystyle x={\frac {\begin{vmatrix}{\color {red}j}&b&c\\{\color {red}k}&e&f\\{\color {red}l}&h&i\end{vmatrix}}{\begin{vmatrix}a&b&c\\d&e&f\\g&h&i\end{vmatrix}}};\quad y={\frac {\begin{vmatrix}a&{\color {red}j}&c\\d&{\color {red}k}&f\\g&{\color {red}l}&i\end{vmatrix}}{\begin{vmatrix}a&b&c\\d&e&f\\g&h&i\end{vmatrix}}},\quad z={\frac {\begin{vmatrix}a&b&{\color {red}j}\\d&e&{\color {red}k}\\g&h&{\color {red}l}\end{vmatrix}}{\begin{vmatrix}a&b&c\\d&e&f\\g&h&i\end{vmatrix}}}}